# Ta Khmau
Ta Khmau (khm. ក្រុងតាខ្មៅ) – miasto w Kambodży; stolica prowincji Kândal.
Według danych z 2025 roku miasto liczyło 52 066 mieszkańców.